# Ісківці (Лубенський район)
І́сківці (до ХХ ст відоме як Юсківці, Юзківці) — село в Україні, у Лубенському районі Полтавської області. Населення становить 896 осіб. Колишній орган місцевого самоврядування — Ісковецька сільська рада.
Храмове свято (День села) — 28 серпня. «Шевченківське» свято щорічно в останню неділю травня.

## Географія
Село Ісківці знаходиться на правому березі річки Сліпорід, вище за течією на відстані 2,5 км розташоване село Хорошки, нижче за течією примикає село П'ятигірці, на протилежному березі — село Пулинці. Селом протікає пересихаючий струмок із загатою. Поруч проходить автомобільна дорога Т 1713.

## Історія
Ісківці — село козацьке. За легендами та переказами його засновником був запорожець Юсько (Йосип), якому вдалося вирватися з тяжкої турецької неволі і прибитися до рідної землі, щоб оселитися назавжди на берегах тихоплинного Сліпороду.
Перші поселенці з'явилися на берегах Сліпороду ще в епоху раннього мезоліту, 10 тисяч років тому. Це підтверджують археологічні розкопки стоянки зимівниківської культури неподалік від Ісківців, проведені в період з 1984 по 1995 рік археологами О.Супруненком, І.Гавриленком, В.Нерпіною та Л.Залізняком.
На місці 6 жител та 2 господарських ям мезолітичного часу, вченими виявлено численні знаряддя праці (скребачки, різці, проколки та ін.) виготовлені, переважно, з кременю та кістки.
Як свідчать археологічні розвідки, проведені на терені нашого краю відомими вченими-археологами В.Ляскоронським (1911), М.Макаренком (1917), Ф.Копиловим (1947), М.Кучерою (1979), Ю.Моргуновим (1982—1991), О.Сухобоковим (1984), у перші століття нашої ери береги Сліпороду населяли землеробські племена черняхівської культури, які стали основою формування давніх слов'янських племен, відомих під назвою антів та склавинів.
В 988 році великий Київський князь Володимир Святославович, прагнучи укріпити південні кордони Русі, наказав побудувати на Сулі та її притоках 18 містечок-укріплень — Посульську оборонну лінію.
Однією з цих фортець стала Снєпород, розташована за кілька кілометрів від сучасних Ісківців. Упродовж двох століть, її неодноразово знищували печеніги, а потім половці. Проте, укріплення знову і знову відбудовувалось, поки остаточно не було зруйнована в 1239 році.

### Часи козаччини
В ті часи землі Посулля належали польській шляхті, зокрема, Лубенщина майже на шість десятиліть увійшла до складу величезних земельних володінь магнатів Вишневецьких. Перша згадка села Ісківці відбулась в 1602 році, у реєстрі населених пунктів, які належали князям Вишневецьким. Село Ісківці було також відображене на топографічній карті складеній французьким інженером і картографом Гійомом Левасером де Бопланом, яка вийшла у Франції в 1650 році.
В лютому 1627 року поблизу села Юсківець, за дозволом князя Костянтина Вишневецького, було засновано чоловічу Юсківську Сліпородську пустинь, де було споруджено церкви Успіння пресвятої богородиці та св. Миколая. В 1786 р. Юсківська Сліпородська пустинь була перетворена на парафію.
В роки Визвольної війни українського народу під проводом Богдана Хмельницького (1648—1654 рр.), ісківці могли приймати в складі Лукімської сотні Лубенського козацького полку, під керівництвом сотників Семена Проскуренка, Олексія Бутенка, Андрія Яковлева та Михайла Постомського.
В 1655 р. частиною земель села заволодів Мгарський Спасо-Преображенський монастир, який викупив їх у Марії Булатихи. Разом з землями власністю монастиря стали і селяни. «Монастиреві належали хутори Сліпорідський, Іржавський і Красний, а також Сірий хутір (західна частина П'ятигірців), де на річці Сліпорід знаходився монастирський водяний млин. Три дні на тиждень відпрацьовували селяни на монастирському полі. Між козаками Ісківців, Хорошків і Олександрівки та монахами розпочалася запекла боротьба за землю, яка часто переростала у відкритий розбій. Так, в 1676 р. ігумен Мгарського монастиря скаржився лубенському полковникові на те, що в супереччі за землю, козак Савка Гандруженко "мало не до смерті побив економа Юсківського монастиря".
На початку XVIII ст. різко погіршилося й становище ісківських козаків, землі і майно яких намагалася "ґвалтом" захопити козацька старшина. 24 квітня 1722 року лубенський полковник Андрій Марковий "надав село на ранг" лукомському сотникові Мартину Кодинцю (на той час у Ісківцях налічувалось 44 козацьких двори).
За даними Рум'янцевського опису 1766 р. в селі Юсківцях нараховувалося 63 козацьких та 34 селянських двори (в числі останніх 6 належали монастиреві, 3 — лубенському полковнику, решта -козацькій старшині) існувала школа для хлопчиків та козацький шпиталь.
Перший навчальний заклад в селі було відкрито в ході "шкільної реформи", проведеної лубенським полковником Іваном Кулябкою.

### ХІХ сторіччя
В середні XIX ст. Ісківці були великим селом, у якому проживало близько 2500 мешканців: козаків, селян-власників та дворових людей панів Асауленків, Косинських, Славинських, які були кріпаками.
В селі не раз зупинявся на короткий відпочинок біля громадського колодязя, що на Загорянці, проїздом з Лубен на свій хутір Баївщину, під Зарогом, Пантелеймон Куліш. Український фольклорист та етнограф Матвій Номис в Ісківцях записав чимало прислів'їв, які увійшли до його фольклорної збірки «Українські приказки, прислів'я і таке інше. Збірники 0.В.Маркевича і других» (СПб, 1864).
В 1843 році до села вперше приїхав Тарас Григорович Шевченко, коли прибув в гості до місцевого поміщика-письменника і етнографа Олександра Афанасьєва-Чужбинського

### ХХ сторіччя
Село постраждало внаслідок геноциду українського народу 1932—1933, проведеного урядом СССР. Село окремо згадується в документах окупаційної влади 1933 року: "Розпорядження секретаріату ВУЦВК Лубенському райвиконкому про вжиття заходів, спрямованих на неприпустимість адміністрування під час проведення м'ясозаготівель у с. Ісківці".
12 червня 2020 року, відповідно до розпорядження Кабінету Міністрів України № 721-р «Про визначення адміністративних центрів та затвердження територій територіальних громад Полтавської області», село увійшло до складу Лубенської міської громади.
19 липня 2020 року, в результаті адміністративно - територіальної реформи та ліквідації Лубенського району(1923-2020), село увійшло до складу новоутвореного Лубенського району.

## Політика

### Парламентські вибори, 2019
На позачергових парламентських виборах 2019 року у селі функціонувала окрема виборча дільниця № 530525, розташована у приміщенні школи.
Результати
- зареєстровано 584 виборці, явка 58,56%, найбільше голосів віддано за «Слугу народу» — 42,90%, за Всеукраїнське об'єднання «Батьківщина» — 16,57%, за Радикальну партію Олега Ляшка — 15,68%.[3] В одномандатному окрузі найбільше голосів отримав Фахраддін Мухтаров (самовисування) — 41,67%, за Анастасію Ляшенко (Слуга народу) — 16,67%, за Костянтина Іщейкіна (самовисування) — 9,52%[4].

## Економіка
- Молочно-товарна і овечо-товарна ферми.
- ПП «Альянс».

## Населення
Згідно з переписом населення УРСР 1989 року чисельність наявного населення села становила 949 осіб, з яких 424 чоловіки та 525 жінок.
За переписом населення України 2001 року в селі мешкало 898 осіб.

### Мова
Розподіл населення за рідною мовою за даними перепису 2001 року:
| Мова       | Відсоток |
| ---------- | -------- |
| українська | 96,32 %  |
| російська  | 3,46 %   |
| молдовська | 0,22 %   |

## Об'єкти соціальної сфери
- Школа.
- Будинок культури.

## Культура

### Символіка

#### Герб
На гербі зображено золотий чотирикутний великий хрест — символ духовності, свідчення того, що село бере свій початок від «монастирської пустоші» на річці Сліпороді; сніп пшениці — прагнення до світла, символ добробуту і достатку; розкрита книга — підтвердження того, що Ісківці — село освічене; вітряк — символ праці — основи добробуту селян.

#### Прапор
На малиновому полотнищі зображений козачий герб — символ боротьби українського народу за свободу і незалежність.

#### Гімн
Слова В. П. Шумейка
Там, де Сліпорід благодаттю повіває
І русло колишнє відновиться знов.
Наш рід, що сліпий був, нарешті прозріє
І враз пригадає хто й звідки прийшов.
Згадає ріка береги свої давні
І стане вода в ній п'янка як вино.
Згадаєм і ми і печальне, і славне
І в нашій криниці очиститься дно.
І ми всім селом зберемось до криниці, Наллємо і пращурів всіх пом'янем.
Нехай почивають, а нам хай присниться
Історія наша, якою живем.
Колись тут трипільці придумали плуга, Колись козаки тут збирались в похід.
Село віддавало їм честь по заслугах, Тут сто поколінь свій залишило слід.
Село наше Ісківці — наша столиця.
І де б не жили ми — сюди летимо, Щоб рідним оселям низенько вклониться
І пам'яті предків, поки живемо.
І ми селом знову підем до криниці, Наллємо і пращурів всіх пом'янем.
Нехай почивають, а нам хай не спиться.
Нам треба в дорогу, бо ми ще живем.

### Криниця Т.Г.Шевченка

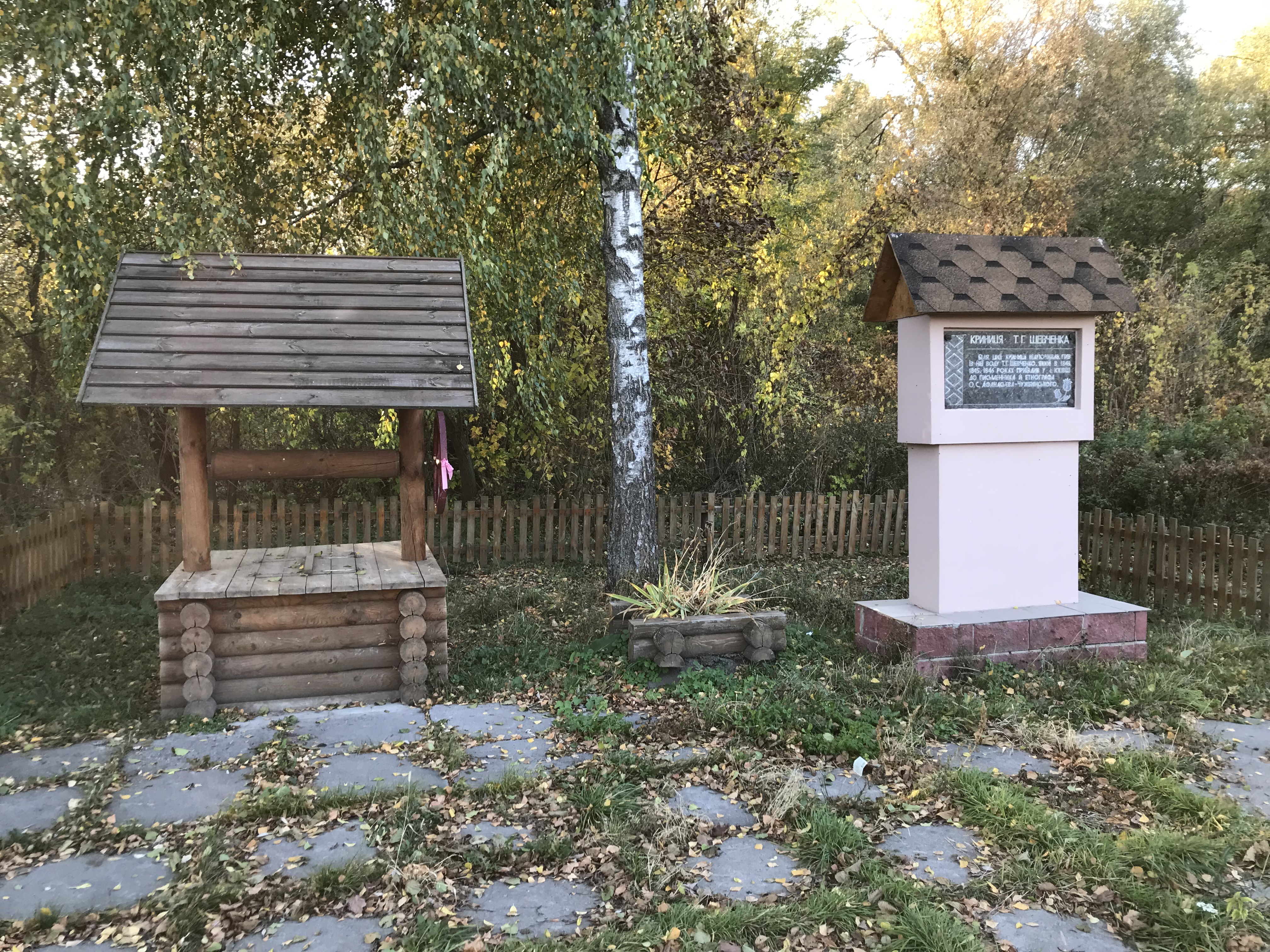
Шевченкова криниця

Безцінна пам'ятка нашого краю — Шевченкова криниця. Відома вона не тільки в селі Ісківцях. Уродженцем Ісківець є український і російський письменник, історик, мовознавець, етнограф О. С. Афанасьєв-Чужбинський (1816-75) У середині липня 1843,22-25 жовтня 1845 і не пізніше 17 лютого 1846 року село відвідав Т. Г. Шевченко, друг Чужбинського. Шевченко дуже любив у Ісківцях бувати на горі Челядній. А в долині знаходилась криниця, з якої пив воду Тарас. До сьогодні в селі шанують пам'ять свого земляка і Великого Тараса. Щороку в останню неділю травня біля криниці Шевченка проходить районне свято «В сім'ї вольній, новій».

### Свято «В сім'ї вольній, новій»
Районне літературно-мистецьке свято, що заснував в 1991 році відділ культури Лубенської районної державної адміністрації з метою вшанування пам'яті Т. Г. Шевченка. Відбувається в останню неділю травня в с. Ісківці Лубенського р-ну біля криниці, з якої брав воду Великий Кобзар, коли гостював восени 1843 р. у відомого етнографа, фольклориста та письменника О. Афанасьєва-Чужбинського. Учасниками дійства є письменники, самодіяльні артисти, художні колективи району й області. Під час проведення фестивалю відбувається читання поезій, книжкові виставки, виставки робіт майстрів декоративно-ужиткового мистецтва.

## Духовне життя
В лютому 1627 року поблизу села Юсківець, за дозволом князя Костянтина Вишневецького, було засновано чоловічу Юсківську Сліпородську пустинь, де було споруджено церкви Успіння пресвятої богородиці та св. Миколая. В 1786 р. Юсківська Сліпородська пустинь була перетворена на парафію.
Перша дерев'яна церква на честь Успіння Пресвятої Богородиці в с. Юсківці Лубенського полку (тепер с. Ісківці Лубенського р-ну), імовірно, була збудована в кінці XVII ст. Найдавніша згадка про неї датована 1706 роком. Того року Якимом Ємцем до церкви було подароване напрестольне євангеліє. 1727 року, з дозволу архієпископа Київського і Галицького Варлаама Ванатовича, на кошти кн. Корибута Вишневецького церква була перебудована. Тоді ж на другому ярусі дзвіниці, що знаходилася поруч, влаштовано Миколаївську церкву.
У 1787 році проведено капітальний ремонт храму. Нова дерев'яна церква на місці старої була збудована 1866 року.
З 1909 р. мала приписну церкву в ім'я Іоанна Богослова у с. П'ятигірці Лубенського пов. (тепер Лубенського р-ну). У 1895 р. володіла церковним капіталом у сумі 100 руб., 10 дес. церковної садибної і 39 дес. ружної землі, мала будинок для причту, діяла церковнопарафіяльна школа.
В 1901 році володіла 40 дес. ружної землі, мала церковний будинок, діяли церковнопарафіяльна школа та чотири школи грамоти, церковно-попечительське братство — відділення Лубенського братства. З 1912 року володіла 39 дес. ружної землі, мала квартири для священика і псаломщика, діяли чотири церковнопарафіяльні школи. У 1895 році службу відвідувало 4518 душ парафіян обох статей. 1901 року до церковної парафії входило 590 дворів. 1912 парафіян — 4823 душі різних станів.
У новітній час релігійна громада відновила діяльність, як громада УПЦ МП. Зареєстрована органами державної влади 31.07.2002 року за № 243. Для релігійних відправ використовує молитовний будинок.
Із священиків відомі: Гнат Орловський (пом. 1784), Стефан Гнатович Орловський (пом. 1803), Антоній Сем'янівський (пом. 1824), благочинний Іоанн Порфирійович Новицький (1895), Костянтин Матвійович Головко (1895), Трохим Сидорович Гіренко (1912), Кирило Зеленський (1912), ієрей Михаїл Яблуновський (2008); із псаломщиків: Костянтин Іванович Александрович (1895), Іван Васильович Чижевський (1895), Володимир Петрович Химич (1912), Діомид Власович Куліш (1912); із церковних старост: козак Федір Терентійович Кондратенко (1912), Іван Антонович Куліш (2008)

## Відомі люди
- У селі народився український письменник Олександр Афанасьєв-Чужбинський (1816–1875).
- У селі народився український письменник Костенко Микола Васильович (1939).
- Коваль Віталій Борисович (2001—2023) — лейтенант Національної Гвардії України, учасник російсько-української війни, Герой України (посмертно).